# Elisenvaara
Elisenvaara (en carélien : Elisenvaara, en finnois : Elisenvaara, en russe : Элисенва́ара,) est une municipalité rurale du raïon de Lahdenpohja en république de Carélie.

## Géographie
Elisenvaara est située en bordure de la rivière Soskuan, à 41 kilomètres au sud-ouest de Lahdenpohja.
La municipalité d'Elisenvaara a une superficie de 367,4 km2.
Elisenvaara est bordé au nord-est par les municipalités de Miinala du raïon de Lahdenpohja, au sud-est par Kurkijoki et au sud par  Hiitola, et au nord-ouest par la Finlande dont les municipalités de Rautjärvi et Parikkala sont voisines. 
Elisenvaara est majoritairement forestière.
Elisenvaara est traversé par les rivières Hiitolanjoki (ou Kokkolanjoki ou Asilanjoki), Änäjoki, Vääränkoskenjoki (en aval de Kotavaaranjoki), Soskuanjoki (Latvalammenjoki), Putkijoki (Tiitonkanava) et Vonkaoja.
Les lacs sont une partie du Simpelejärvi et le Kostamojärvi.

## Démographie
Recensements (*) ou estimations de la population
| 1989 | 2009 | 2013 | - |
| ---- | ---- | ---- | - |
| 886  | 781  | 695  | - |